# Балтиморський музей мистецтв
Балтиморський музей мистецтв (англ. Baltimore Museum of Art, скор. BMA) — музей образотворчого мистецтва в місті Балтиморі (Меріленд, США). Музей засновано 1914 року.

## Історія
Балтиморський музей мистецтв був створений 1914 року з ініціативи 8 громадян міста Балтимора. 1923 року музей, що розмістився в будинку Гарретт Якобс Меншн. Згодом музей одержав кредит на 1 млн доларів на спорудження власного приміщення. Архітектором було обрано Джона Рассела Поупа, відомого спорудами в стилі неокласицизму. Колекція музею постійно зростала завдяки падарункам від меценатів та власним купівлям. 1925 року музеєві було подаровано кімнату, оздоблену в стилі декоративного мистецтва періоду 1700 року. 1927 року музей став власником картини «Рінальдо та Арміда» Антоніса ван Дейка, що стала центральним експонатом колекції західноєвропейського живопису. 18 квітня 1929 року музей переїхав у нове приміщення.
1936 року в музеї пройшла виставка африканського мистецтва, яка була однією з перших у США. У 1936—1937 роки музей брав участь в розкопках в Антіохії й поповнив свою колекцію антіохійською мозаїкою. 1939 року тут пройшла одна з перших виставок сучасних афроамериканських митців. У наступні року афроамериканське мистецтво стало одним з основних напрямів розвитку колекції музею. 1950 року музей одержав у подарунок від сестер Кон велику колекцію картин, де були твори таких митців, як Поль Сезанн, Анрі Матісс, Пабло Пікассо.
1980 року в музеї відкрився Вюрцбурзький сад скульптури, а 1988 року — сад скульптури Леві, з великою постійно діючою виставкою зразків скульптури 20 століття. 1982 року у східному флігелі музею було відкрито приміщення для тимчасових виставок. 1994 року було відкрито новий західний флігель з виставковими площами для колекцій сучасного мистецтва. 1996 року у власність музею перейшла «Колекція Лукаса», в якій представлено твори французького мистецтва 19 століття. 2001 року було відкрито нове приміщення для кращої презентації колекції сестер Кон. З нагоди століття музею 2014 року тут відкрилася велика виставка «Німецький есперсіонізм».

## Колекції
У музеї представлено колекції за такими темами:
- Африканське мистецтво
- Мезоамериканське мистецтво
- Мистецтво Східної Азії
- Західноєвропейське мистецтво
- Мистецтво Океанії
- Сучасне мистецтво
- Мистецтво епохи Відродження
- Колекція сестер Кон
- Колекція Лукаса
- Анрі Матісс
- Сандро Боттічеллі
- Джорджія О'Кіф
- Франческо Убертіні

## Галерея

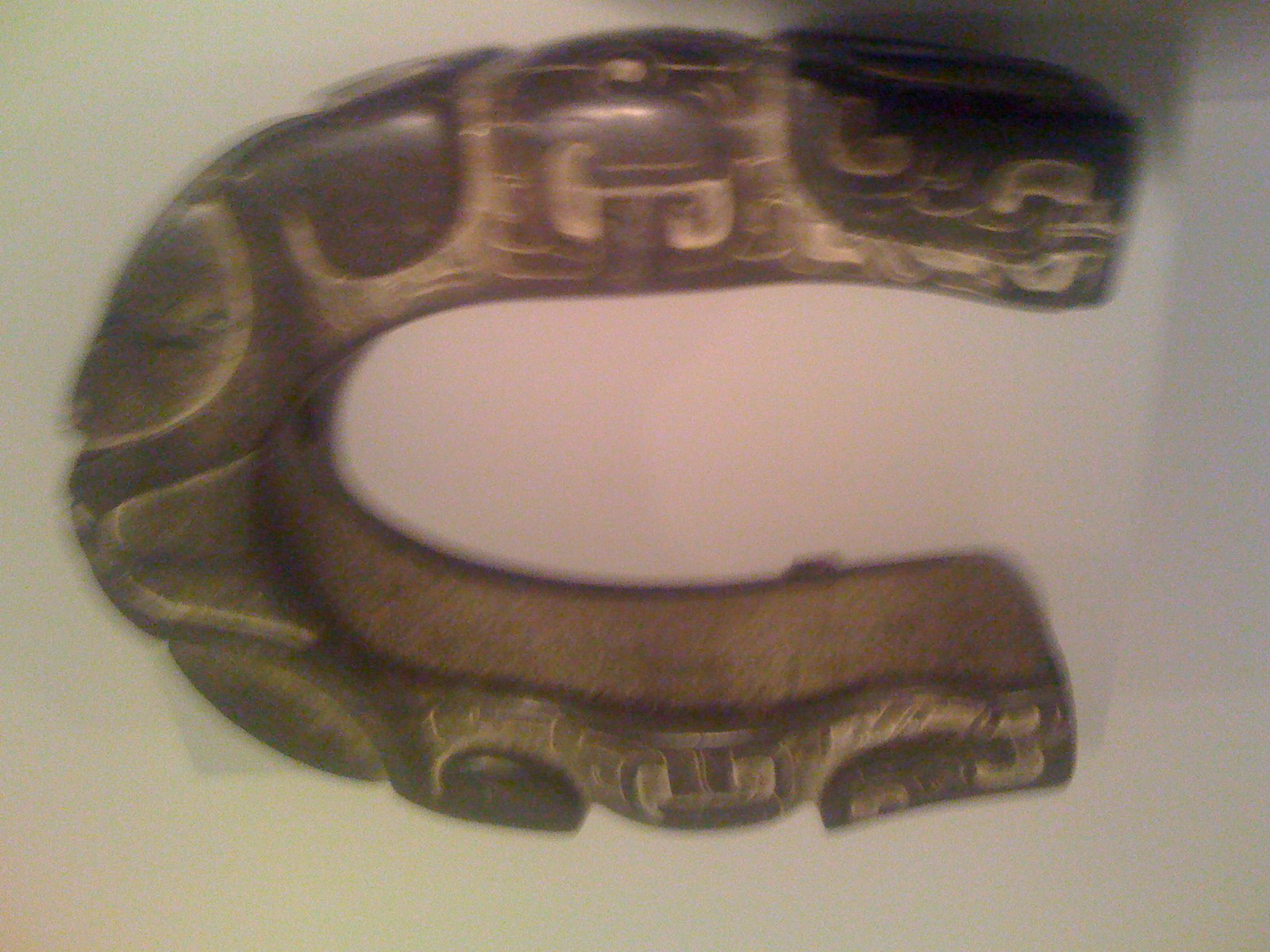
Давньомексиканський кам'яний пояс, 6-10 ст.
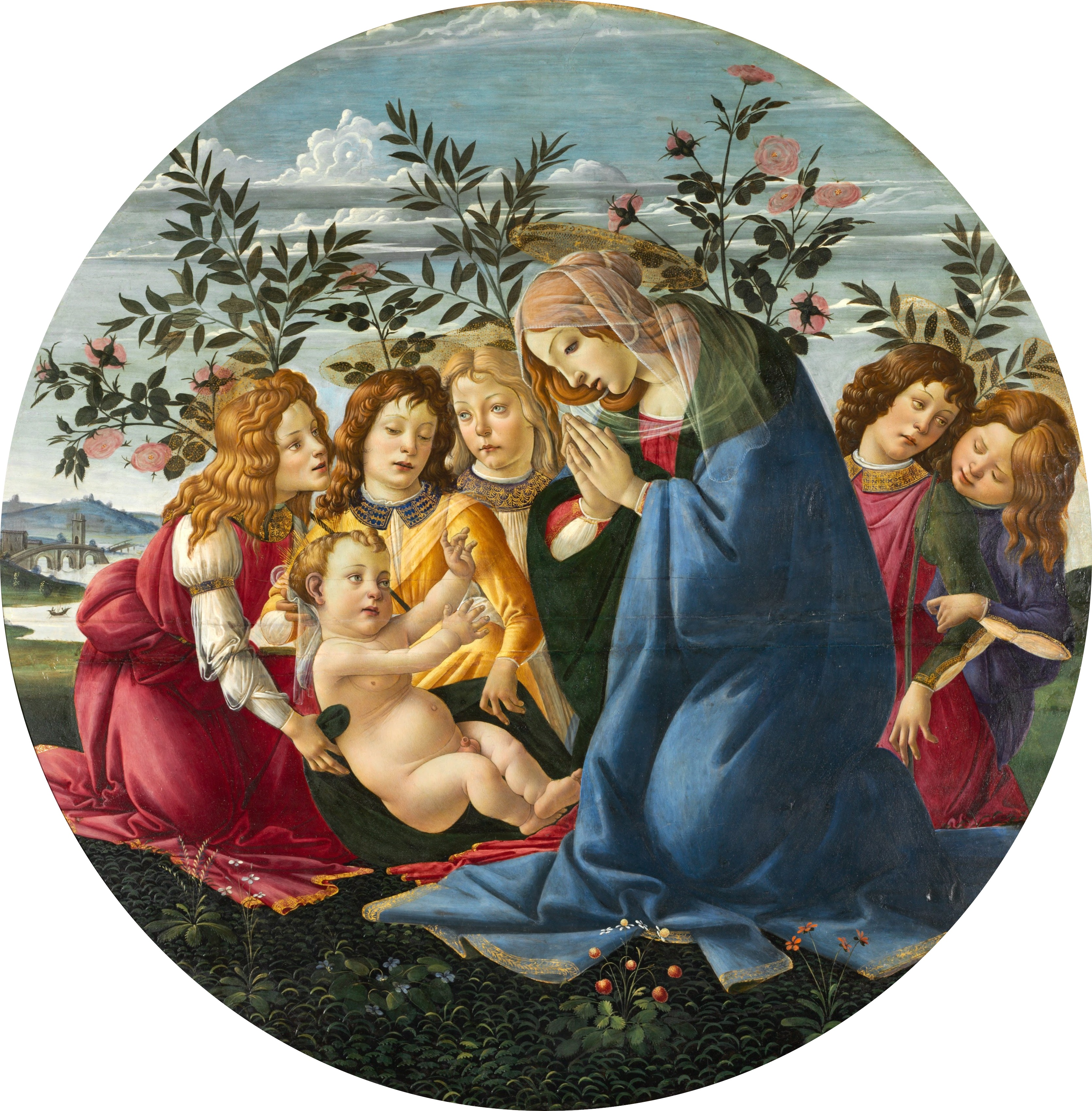
Сандро Боттічеллі, Мадонна з дитиною та п'ять ангелів (1485-1490)
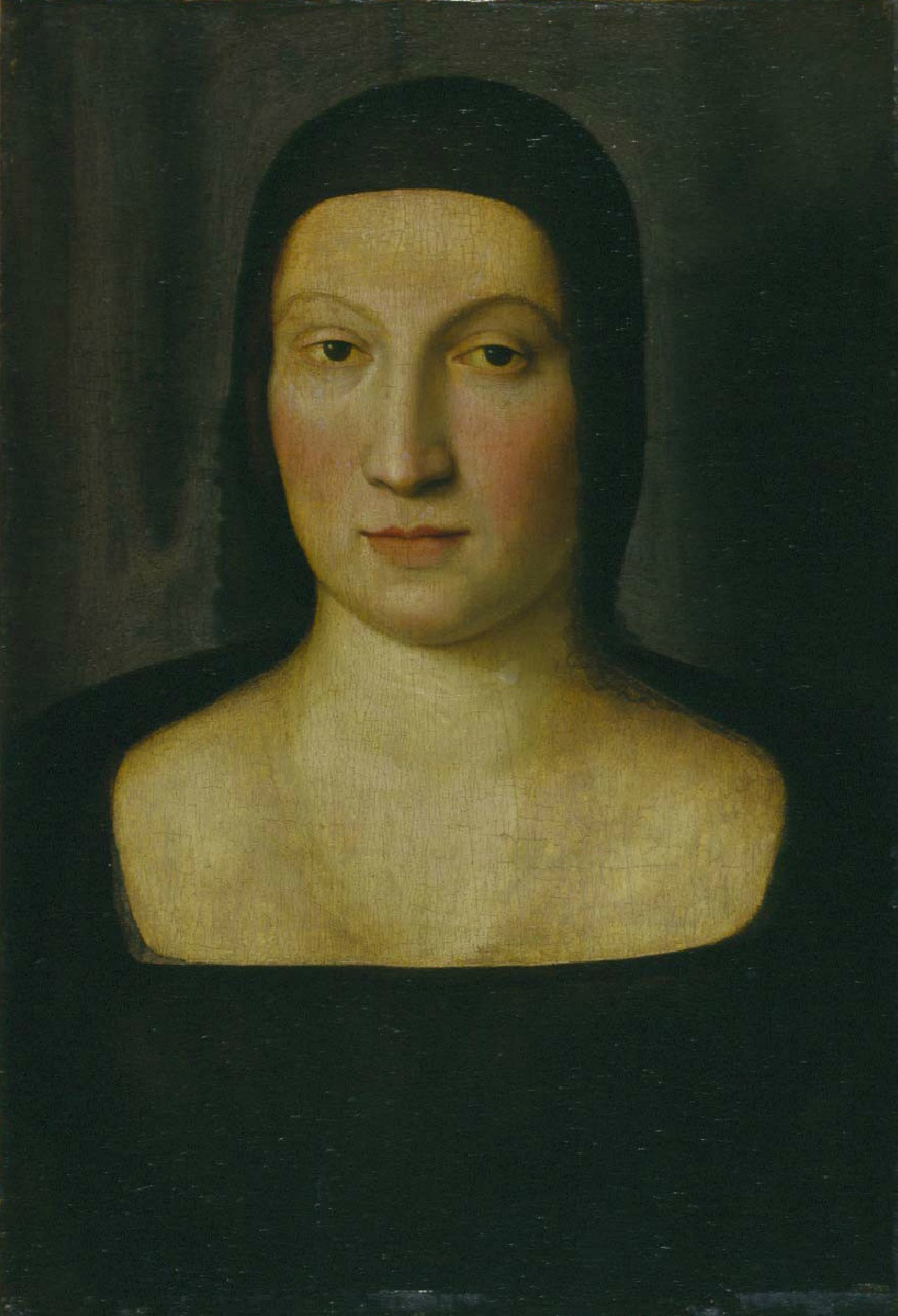
Рафаель, Портрет Марії Пії де Монтефельто (1504-1505)
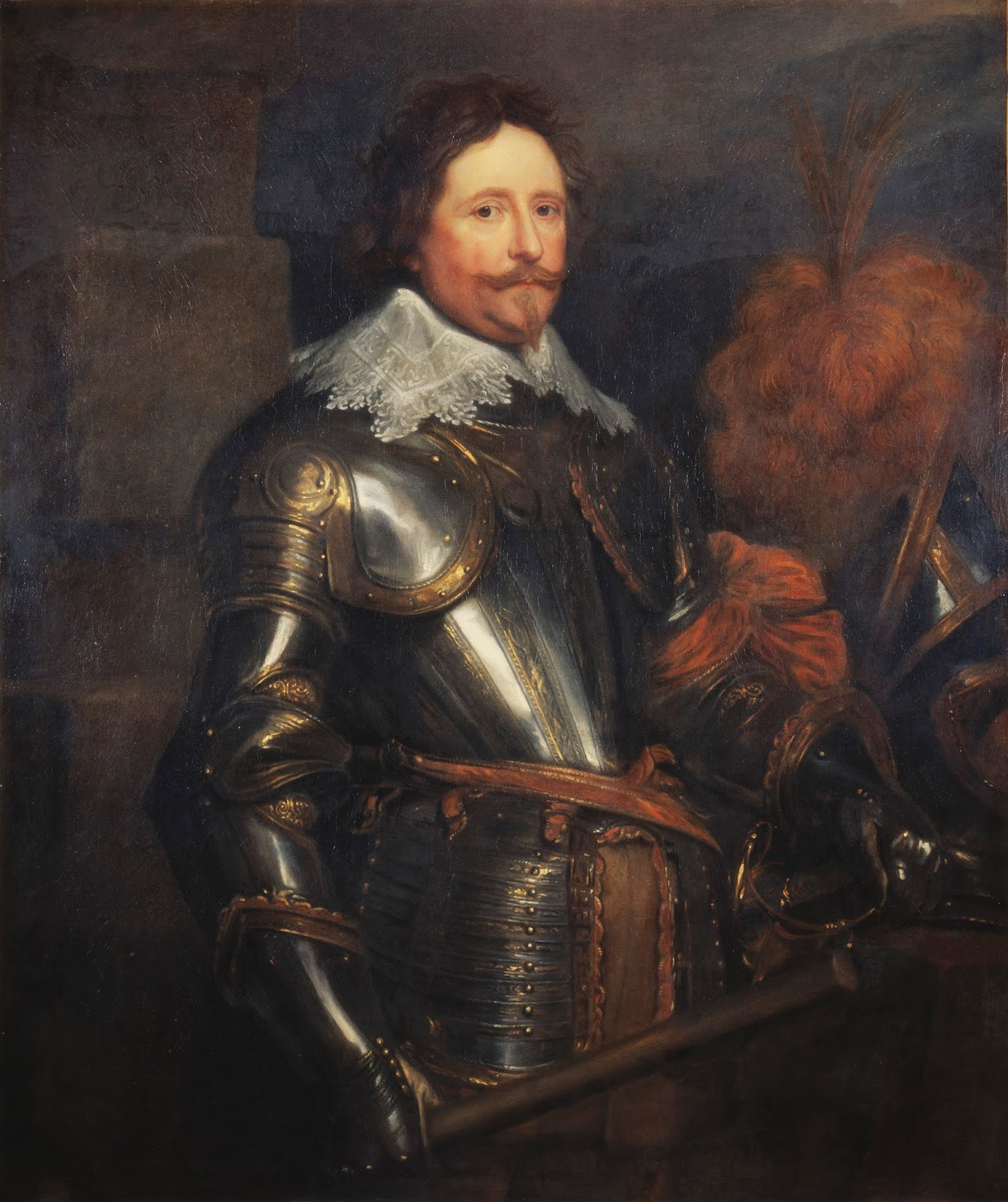
Антоніс ван Дейк, Фредерік Анрі, принц Оранжський (бл. 1629)
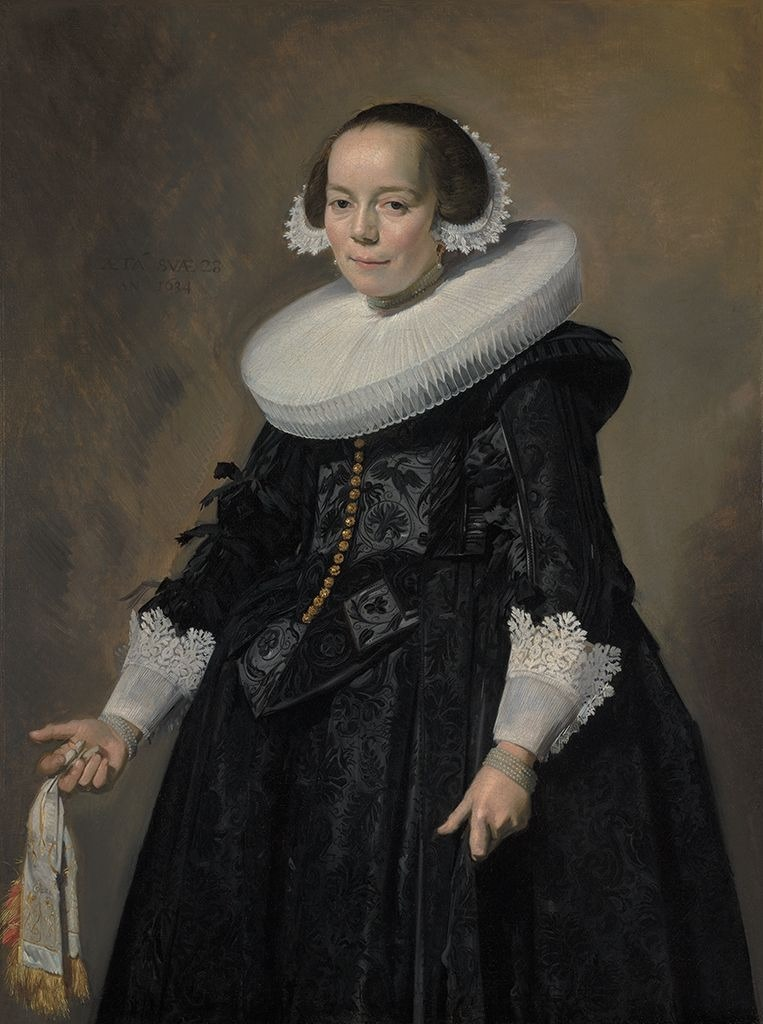
Франс Галс, Портрет молодої жінки (1634)
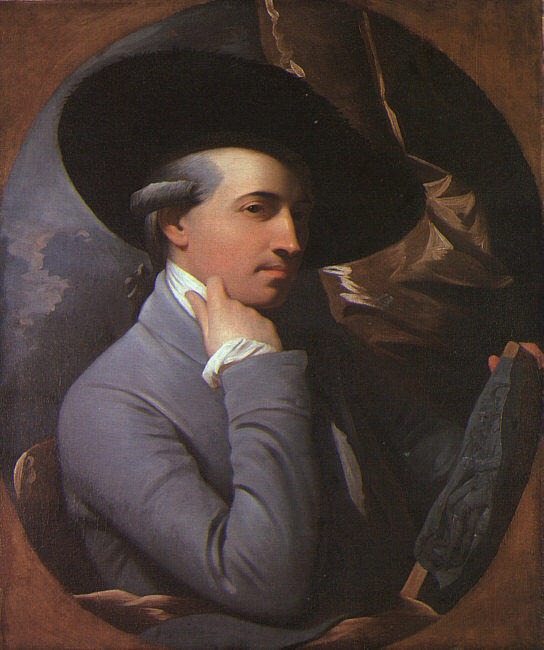
Бенджамін Вест, Автопортрет (1770)
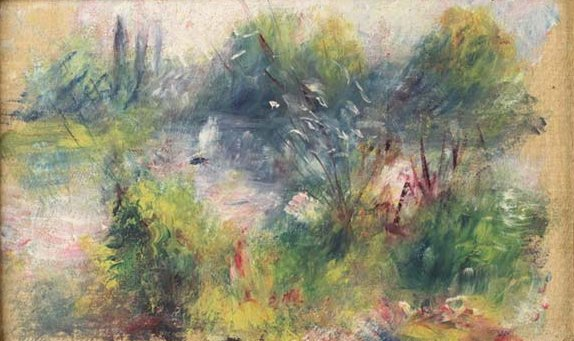
П'єр Огюст Ренуар, Пейзаж на березі Сени (1879)
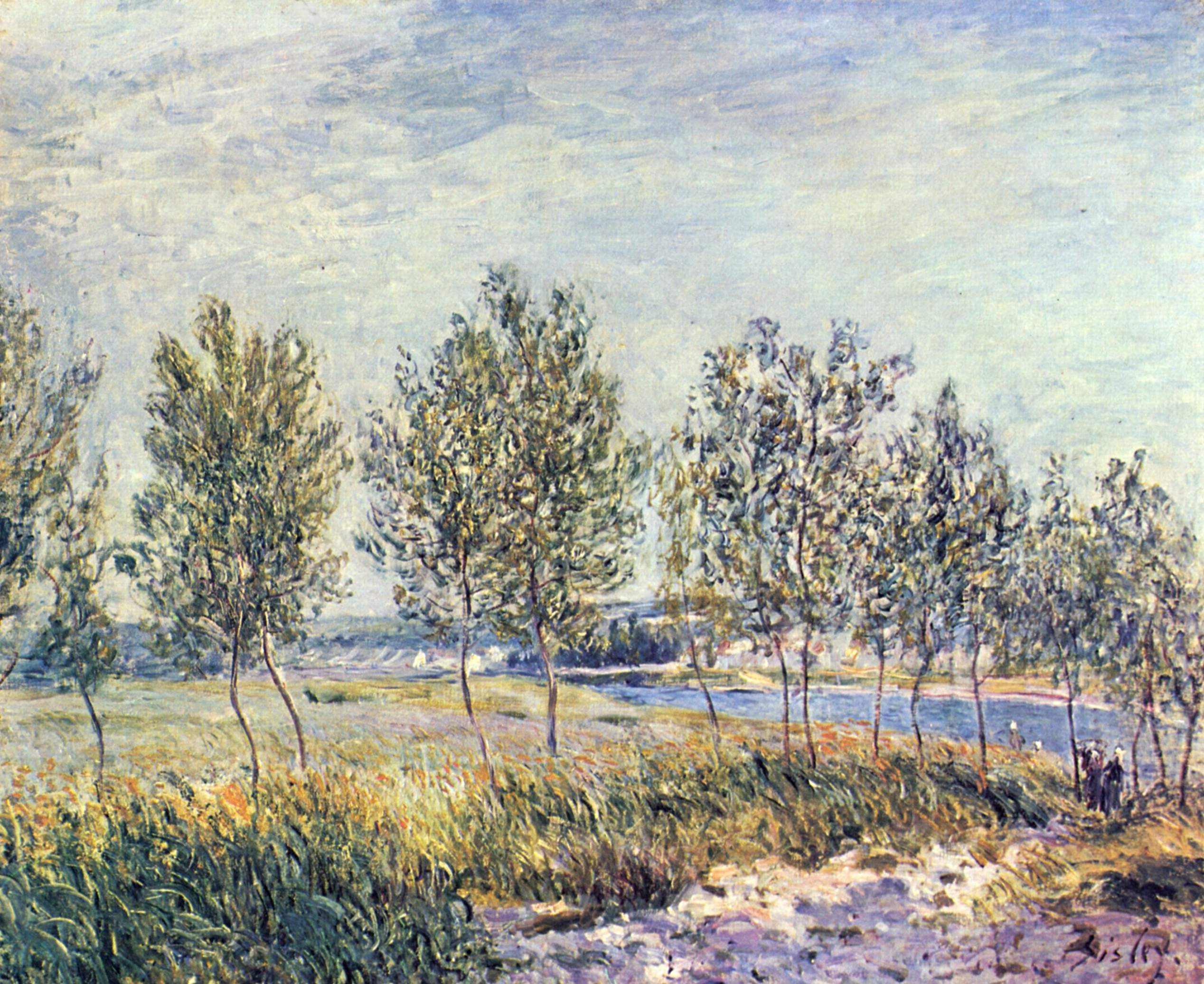
Альфред Сіслей, Пейзаж (1880)
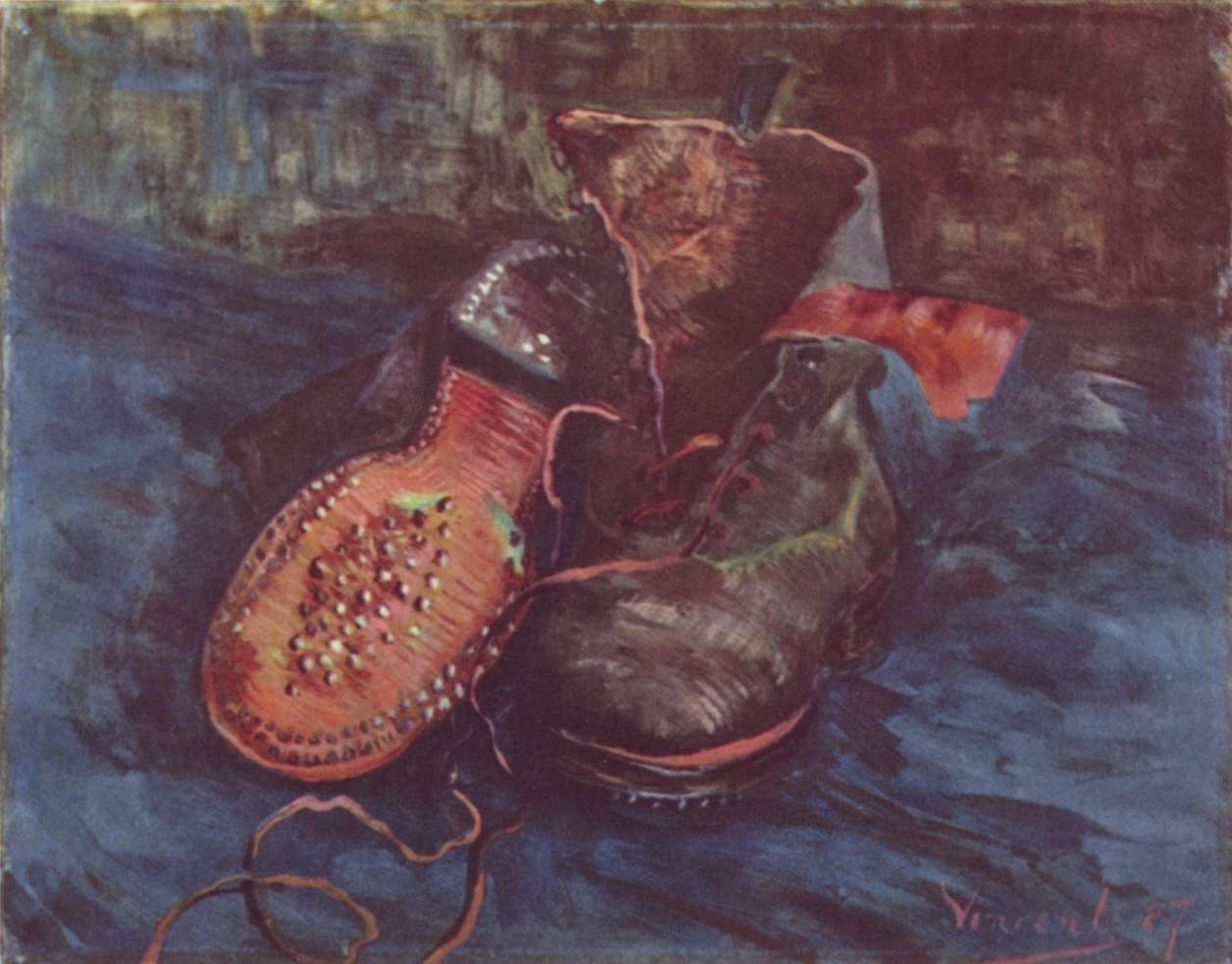
Вінсент ван Гог, Пара черевиків (1887)
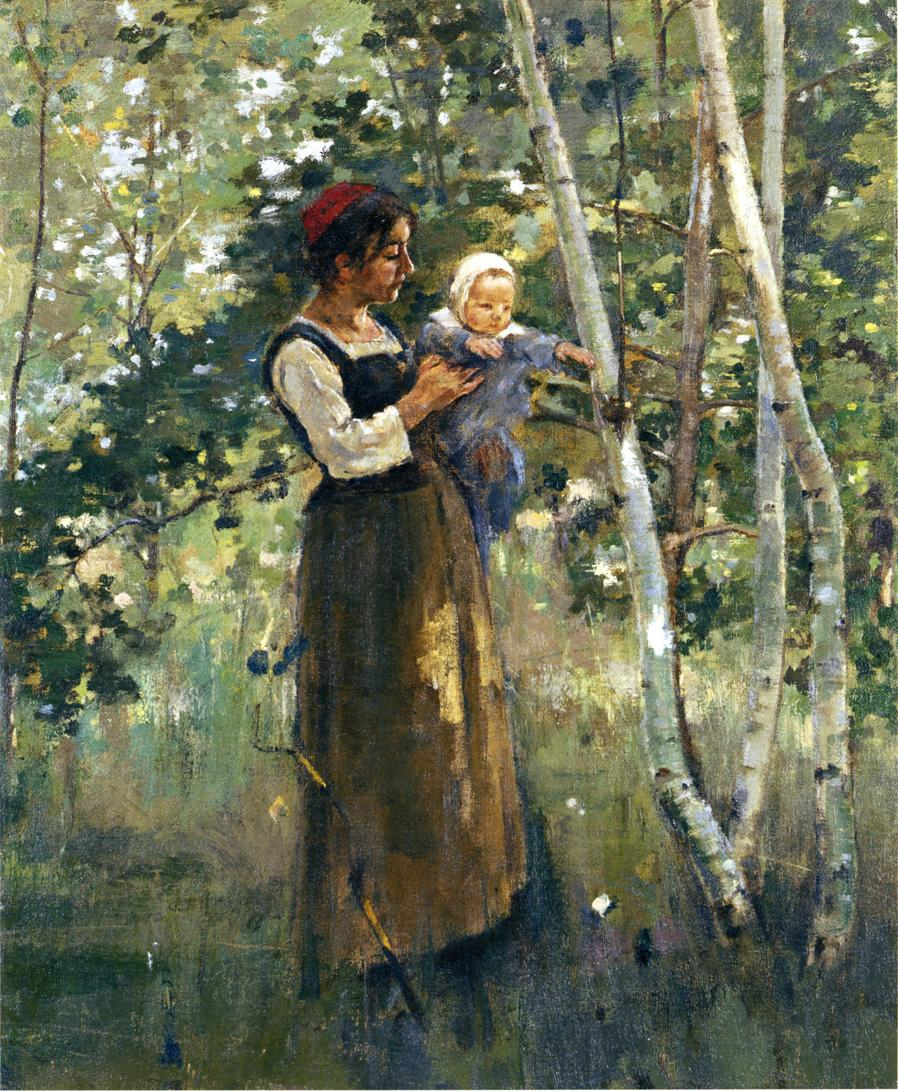
Теодор Робінсон, Мати з дитиною (1887)
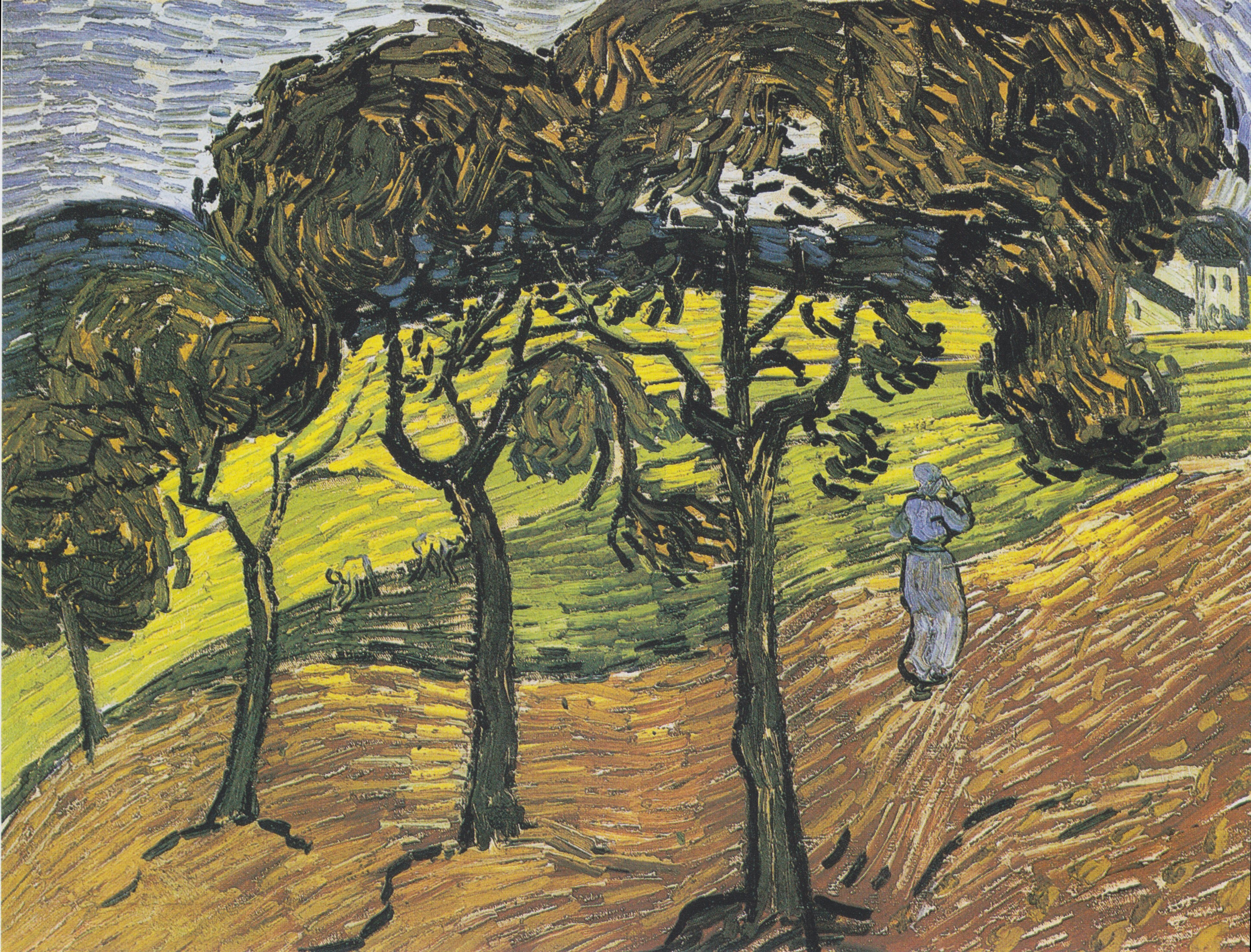
Вінсент ван Гог, Пейзаж з деревами і фігурами (1889)
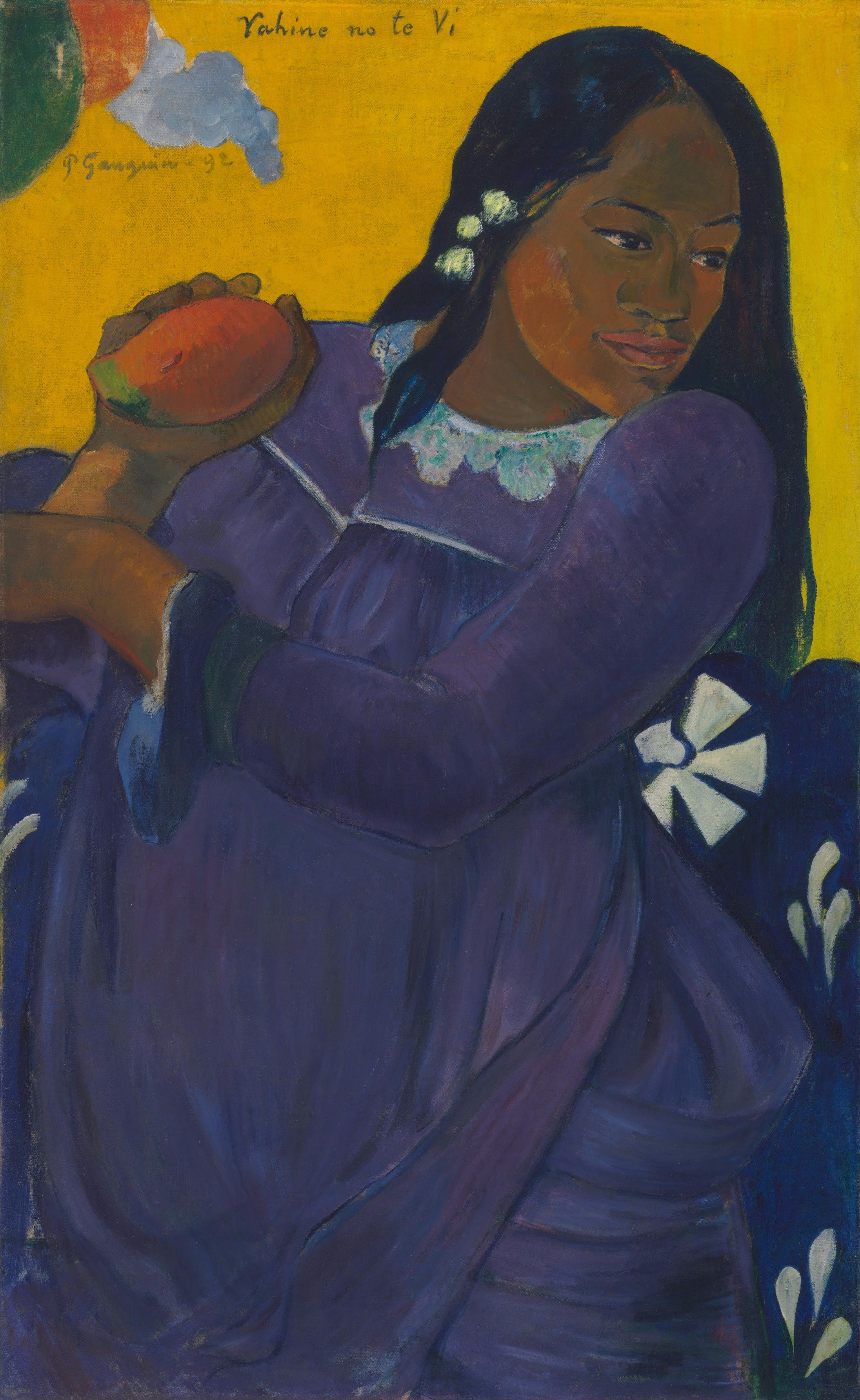
Поль Гоген, Таїтянка з манго (1892)
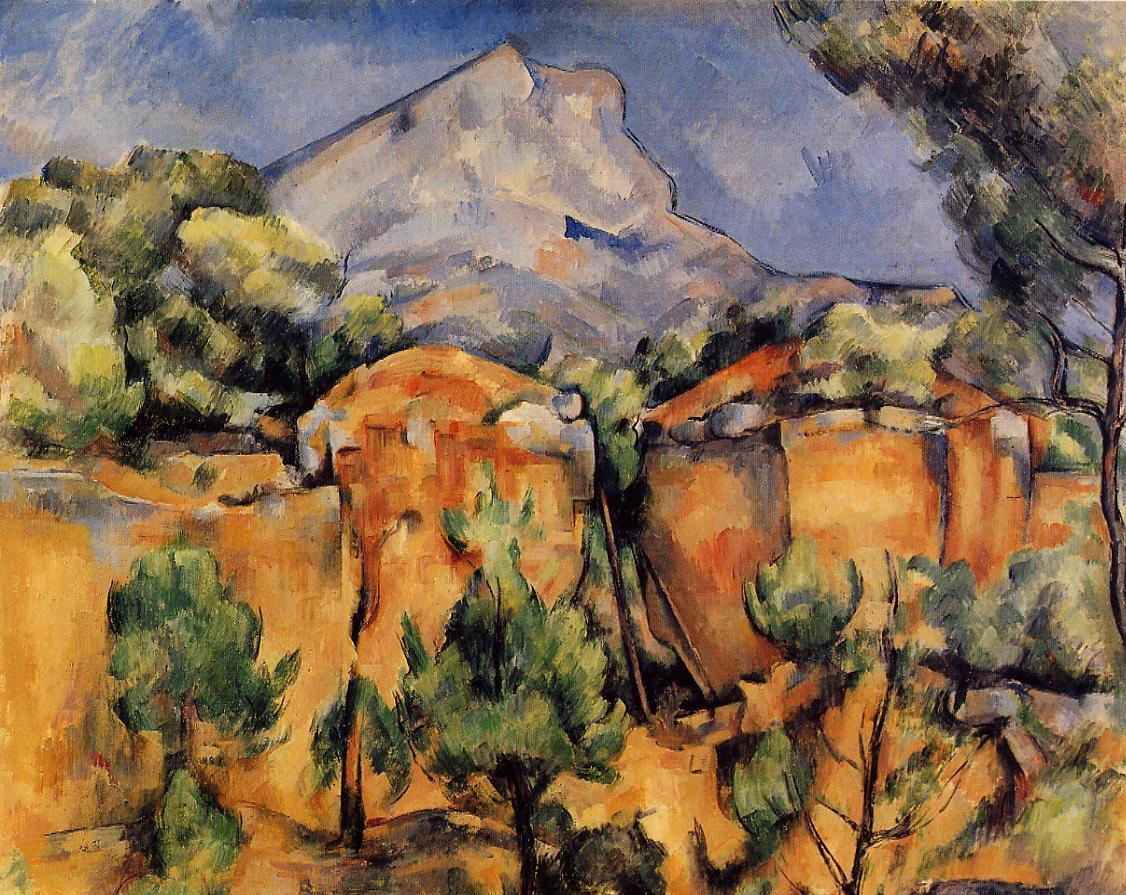
Поль Сезанн, Гора Сент-Віктуар (1897)